# Bolesław Leśmian

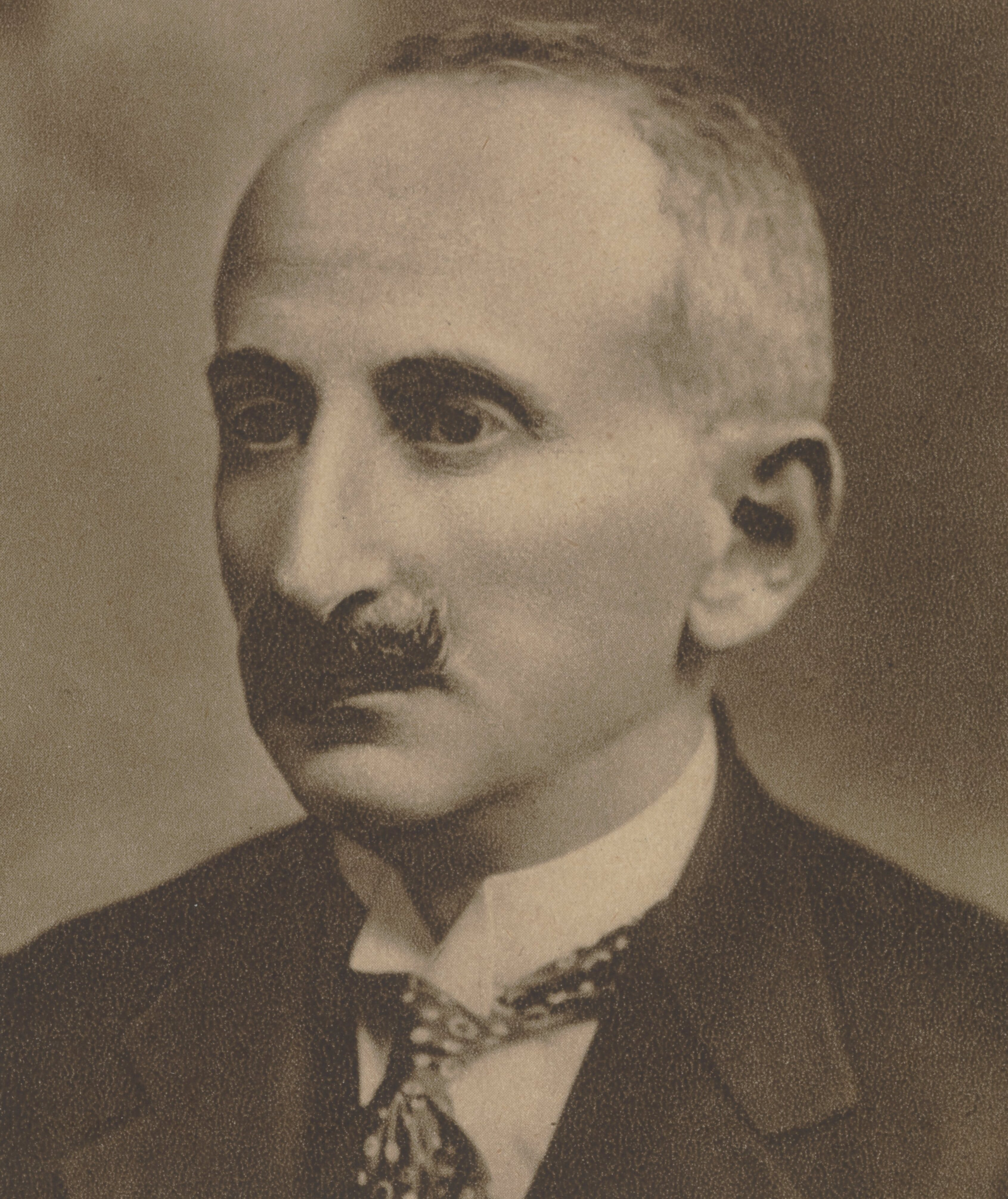
Bolesław Leśmian

Bolesław Leśmian, eigentlich Bolesław Lesman (* 22. Januar 1877 in Warschau; † 5. November 1937 ebenda), war ein polnischer Lyriker. Er war der Cousin des Dichters Jan Brzechwa und Neffe des Schriftstellers Antoni Lange.

## Leben und Werk
Seine Jugend verbrachte Leśmian in Kiew, wo er auch sein Jurastudium absolvierte. 1901 zog er nach Warschau. Er knüpfte Kontakte zu den Modernisten und begann für die Zeitschrift „Chimera“ zu schreiben. Ab 1911 wirkte er im Teatr Artystyczny (Kunsttheater) in Warschau mit. Nach dem Ersten Weltkrieg zog er nach Hrubieszów, wo er als Notar arbeitete, und später nach Zamość, wo er seine eigene Notarkanzlei führte. 1933 wurde er Mitglied der Polska Akademia Literatury. 1935 zog er mit seiner Frau und zwei Töchtern nach Warschau zurück.
Leśmian achtete in seiner Poesie streng auf die syllabotonische Regel und sprach in seinen Gedichten philosophisch-metaphysische Themen an.

## Werke (Auswahl)

### Poesie
- Sad rozstajny (1912)
- Łąka (1920)
- Napój cienisty (1936)
- Dziejba leśna (1938)
- Poezje wybrane (1974)
- Poezje zebrane (1993)

### Prosa
- Klechdy sezamowe (1913)
- Przygody Sindbada Żeglarza (1913)
- Klechdy polskie (1956)